# تينانت كريك
تينانت كريك هي مدينة تقع في الإقليم الشمالي لأستراليا. وهي سابع أكبر مدينة في الإقليم الشمالي، تقع على طريق ستيوارت السريع جنوب التقاطع مع المحطة الغربية لطريق باركلي السريع. في تعداد أستراليا 2016 بلغ عدد سكان تينانت كريك 3000 نسمة منهم أكثر من 50 ٪ (1536) عرّفوا أنفسهم على أنهم من السكان الأصليين.
تقع المدينة على بعد 1000 كيلومتر جنوب عاصمة الإقليم الشمالي داروين و 500 كيلومتر شمال أليس سبرينغز. سميت على اسم مجرى مائي قريب يحمل نفس الاسم وهو محور مترامي الأطراف باركلي تابلاند - سهول مرتفعة شاسعة من التربة السوداء مع عشب ميتشل الذهبي والتي تغطي أكثر من 240 ألف كيلومتر مربع.